# The Nights
The Nights — песня шведского диджея и продюсера Авичи с его мини-альбома The Days / Nights, с вокалом певца и автора песен Николаса Фурлонга. Была выпущена 1 декабря 2014 года, а затем 11 января 2015 года в Великобритании. Песня достигла шестого места в чарте «UK Singles Chart» и первого места в чарте «UK Dance Singles and Albums Charts». 23 января 2015 года Авичи выпустил The Nights (Avicii by Avicii), свой собственный ремикс. Песня появилась в британской версии второго студийного альбома Stories.

## Предыстория
Фурлонг отметил, что он начал писать песню как ода своему отцу. Вдохновение для звука «пиратской боевой песни» пришло к нему, когда он был в баре в Ирландии. Фурлонг отправил оригинальную идею под названием «Мой отец сказал мне» Арашу Пурнури, менеджеру Авичи. Пурнури признал немедленную привлекательность трека, сказав, что песня имеет то же чувство эйфории, которое характеризует большую часть музыки Авичи. В интервью с Yahoo! Music, Пурнури сказал: «Имелось абсолютное значение работать над этим с Ником…[ Нам с Авичи просто нужно было] сделать его более “нас”, и это то, что [мы] сделали».
Как и его предыдущие хиты «Wake Me Up» и «Hey Brother», «The Nights» — это прогрессивная домашняя песня, содержащая элементы фолк-рока.

## Музыкальное видео
15 декабря 2014 года на YouTube было выпущено официальное музыкальное видео. Видео было снято, Рори Крамером, который снял буйное остросюжетное воспоминание о своей собственной жизни на американские горках, сёрфинге, скейбординге, полёте на воздушном шаре, изготовлении четырёхдверного кабриолета из Toyota и т. д. — жить жизнью, которую нужно запомнить. По состоянию на февраль 2023 года музыкальное видео набрало более 900 миллионов просмотров.

## В популярной культуре
Песня была представлена как часть футбольного матча EA Sports, FIFA 15. В 2014 году SportsCenter on ESPN использовал песню в качестве песни, чтобы завершить год. Она также использовалась в качестве песни гола Carolina Hurricanes с 2015 по 2018 год.
Песня была интерполирована в 2021 году британскими рэперами SwitchOTR и A1 x J1 для их песни «Coming For You», которая достигла пятого места в чарте «UK Singles Chart» и была сертифицирована на золото BPI.

## Участники записи
Запись
- Записано на Foxy Studios, Лос Анджелеса, Калифорния

Personnel
- Авторы песни – Николас Фурлонг, Габриэль Бенджамин, Джордан Суекон, Джон Фельдман, Авичи
- Продюсер – Авичи
- Со-продюсер – Араш Пурнури
- Вокал — Николас Фурлонг
- Звукорежиссёр и вокальное производство – Зак Червини
- Акустическая гитара – Колин Бриттэн
- Лэп-стил-гитара – Уилл Картер
- Барабаны – Джордан Суекон
- Дополнительный вокал — The Mighty Riot

## Чарты
| Чарт (2014–15)                             | Высшая позиция |
| ------------------------------------------ | -------------- |
| Австралия (ARIA)                           | 9              |
| Австрия (Ö3 Austria Top 40)                | 6              |
| Бельгия/Фландрия (Ultratop 50)             | 14             |
| Бельгия/Валлония (Ultratop 50)             | 29             |
| Канада (Billboard Canadian Hot 100)        | 43             |
| СНГ (TopHit)                               | 22             |
| Чехия (Rádio — Top 100)                    | 2              |
| Чехия (Singles Digitál Top 100)            | 9              |
| Дания (Tracklisten)                        | 22             |
| Финляндия (Suomen virallinen lista)        | 6              |
| Франция (SNEP)                             | 79             |
| Германия (GfK)                             | 19             |
| Венгрия (Dance Top 40)                     | 8              |
| Венгрия (Single Top 40)                    | 13             |
| Ирландия (IRMA)                            | 7              |
| Италия (FIMI)                              | 19             |
| Japan (ZIP Dance Hits 20)                  | 5              |
| Lebanon (Lebanese Top 20)                  | 18             |
| Нидерланды (Dutch Top 40)                  | 19             |
| Нидерланды (Single Top 100)                | 20             |
| Новая Зеландия (Recorded Music NZ)         | 12             |
| Норвегия (VG-lista)                        | 3              |
| Польша (Polish Airplay Top 100)            | 4              |
| Польша (Dance Top 50)                      | 36             |
| Poland (Video Chart)                       | 1              |
| Словакия (Rádio — Top 100)                 | 22             |
| Словакия (Singles Digitál Top 100)         | 66             |
| Slovenia (SloTop50)                        | 10             |
| Испания (PROMUSICAE)                       | 17             |
| Швеция (Sverigetopplistan)                 | 2              |
| Швейцария (Schweizer Hitparade)            | 17             |
| Великобритания (OCC UK Singles)            | 6              |
| Великобритания (OCC UK Dance)              | 1              |
| США (Billboard Hot Dance/Electronic Songs) | 10             |
| США (Billboard Dance Club Songs)           | 3              |

| Chart (2018)                     | Peak position |
| -------------------------------- | ------------- |
| Венгрия (Single Top 40)          | 15            |
| Япония (Billboard Japan Hot 100) | 48            |
| Португалия (AFP)                 | 46            |

| Чарт (2021–2022)           | Высшая позиция |
| -------------------------- | -------------- |
| Мир (Billboard Global 200) | 168            |
| South Korea (Circle)       | 164            |

| Чарт (2015)                               | Позиция |
| ----------------------------------------- | ------- |
| Australia (ARIA)                          | 45      |
| Austria (Ö3 Austria Top 40)               | 49      |
| Belgium (Ultratop Flanders)               | 59      |
| Belgium (Ultratop Wallonia)               | 96      |
| CIS (Tophit)                              | 39      |
| France (SNEP)                             | 162     |
| Germany (Official German Charts)          | 81      |
| Hungary (Dance Top 40)                    | 33      |
| Hungary (Single Top 40)                   | 70      |
| Italy (FIMI)                              | 59      |
| Netherlands (Single Top 100)              | 61      |
| New Zealand (Recorded Music NZ)           | 41      |
| Poland (ZPAV)                             | 45      |
| Russia Airplay (Tophit)                   | 42      |
| Slovenia (SloTop50)                       | 24      |
| Spain (PROMUSICAE)                        | 56      |
| Sweden (Sverigetopplistan)                | 31      |
| Switzerland (Schweizer Hitparade)         | 61      |
| UK Singles (Official Charts Company)      | 30      |
| Ukraine Airplay (Tophit)                  | 67      |
| US Hot Dance/Electronic Songs (Billboard) | 21      |

| Chart (2021)   | Position |
| -------------- | -------- |
| Portugal (AFP) | 150      |

| Чарт (2022)                 | Позиция |
| --------------------------- | ------- |
| Global Excl. US (Billboard) | 147     |

## Сертификации
| Регион | Сертификация     | Продажи     |
| --- | ---------------- | ----------- |
| Австралия (ARIA) | 5× Платиновый    | 350 000     |
| Австрия (IFPI Austria) | Золотой          | 15 000*     |
| Бразилия (ABPD) | 2× Бриллиантовый | 500 000     |
| Дания (IFPI Danmark) | 2× Платиновый    | 180 000     |
| Германия (BVMI) | Платиновый       | 400 000     |
| Италия (FIMI) | 3× Платиновый    | 300 000     |
| Япония (RIAJ) | Золотой          | 100 000*    |
| Новая Зеландия (RMNZ) | 4× Платиновый    | 120 000     |
| Португалия (AFP) | 3× Платиновый    | 30 000      |
| Испания (PROMUSICAE) | 3× Платиновый    | 180 000     |
| Швеция (GLF) | Платиновый       | 40 000      |
| Великобритания (BPI) | 3× Платиновый    | 1 800 000   |
| США (RIAA) | Платиновый       | 1 000 000   |
| Стриминг |                  |             |
| Япония (RIAJ) | Платиновый       | 100 000 000 |
| * Данные о продажах приведены только на основе сертификации. · Данные о продажах + прослушиваниях приведены только на основе сертификации. · Данные только о прослушиваниях приведены на основе сертификации. |                  |             |